# Jim Walsh
James Patrick Walsh (São Francisco (Califórnia), 29 de agosto de 1930 - São Francisco (Califórnia), 4 de março de 1976) foi um basquetebolista profissional estadunidense que integrou a Seleção Estadunidense na conquista da Medalha de Ouro disputada nos XVI Jogos Olímpicos de Verão de 1956 realizados em Melbourne, Austrália.

## Biografia
Formou-se em Stanford 1952 e começou carreira militar onde jogou basquetebol na base da Marinha em Quantico (Virgínia). Jogou durante dois anos no Philips Oilers sendo eleito por dois anos o jogador do ano da AAU e acabou por aceitar o convite para jogar no Philadelphia Warriors (Atual Golden State Warriors) onde disputou dez partidas.